# Château de Mongenan
 (décembre 2022).
Si vous disposez d'ouvrages ou d'articles de référence ou si vous connaissez des sites web de qualité traitant du thème abordé ici, merci de compléter l'article en donnant les références utiles à sa vérifiabilité et en les liant à la section « Notes et références ».
Le château de Mongenan, situé dans la commune de Portets, dans le département français de la Gironde, est un château du XVIIIe siècle, ouvert à la visite tous les jours du 7 janvier au 20 décembre. 
Il est inscrit monument historique depuis 1986 ; cette protection est étendue à ses bâtiments d'exploitation, ses jardins et sa roseraie en 2003. Les jardins du château de Mongenan ont, par ailleurs, reçu en 2004, le label « Jardin remarquable ». 

## Historique

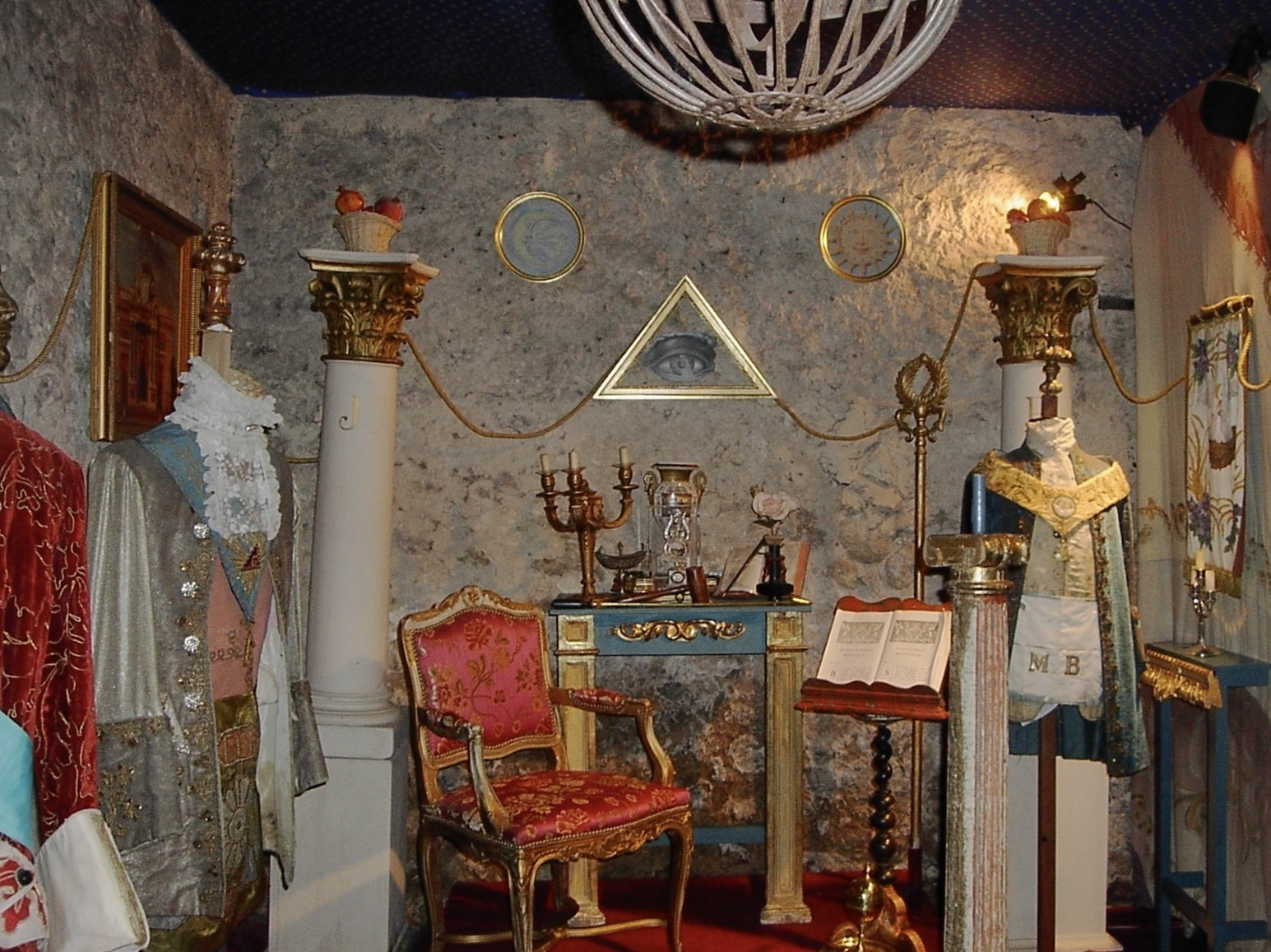
Temple maçonnique du château de Mongenan.

Le château a été construit en 1736 par l'architecte Le Herissey pour le compte du baron Antoine de Gascq, fondateur de l'Académie des sciences de Bordeaux, dont Montesquieu fut Directeur à cinq et premier président du Parlement de Guyenne. Il s'agit aussi de la maison natale de Claude Antoine de Valdec de Lessart, fils naturel du baron de Gascq, directeur de la Compagnie des Indes, ministre de Louis XVI, ainsi que conciliateur des trois ordres aux États généraux.
Le château est toujours habité par la même famille. Il est en outre un cru réputé de Graves. Il accueille aussi un musée, présentant une lecture complète du règne de Louis XVI et des premières années de la Révolution à travers des toiles peintes, des manuscrits, des objets mobiliers, des porcelaines, des faïences et de nombreux costumes du XVIIIe siècle. Son jardin botanique contient plus de mille variétés de plantes tinctoriales et médicinale.
Le château propose, en outre, une collection d'objets maçonniques du XVIIIe siècle, présentée sur le parvis d'un temple maçonnique régulièrement utilisé de 1740 à 1898. Ce temple a conservé ses décors d'origine et tout son mobilier d'époque.